# ザ・ハウジングニュース
『ザ・ハウジングニュース』は、1990年代に新潟総合テレビで放送されていた住宅情報番組。

## 放送時間
本放送
- 毎週日曜日 11:30 - 11:45、『県からのお知らせ』終了後。

再放送
- 毎週金曜日 16:45 - 17:00、『レディス4』終了後。

## 出演者
- 樋口幸子

## コーナー
- 新居を建てた一家を訪問し、家主やハウスメーカーの社員と住まいについて様々なトークをする。
- プレゼントコーナー
- お便りコーナー
- ほか

## スポンサー
- レック三和 - スポンサーのレック三和が1999年10月に負債総額219億3200万円を抱えて自己破産したことから番組は終了。その後は特別番組、もしくはNST燕三条ハウジングセンター（番組無し）のみに受け継がれている。

| スタブアイコン | サブスタブ | この項目は、まだ閲覧者の調べものの参照としては役立たない、テレビ番組に関連した書きかけの項目です。この項目を加筆・訂正などしてくださる協力者を求めています（P:テレビ/PJ:放送または配信の番組）。 |